# Tatticità
In chimica la tatticità (o tassia) è la configurazione stereochimica relativa tra atomi di carbonio asimmetrici (o stereogenici) adiacenti lungo la catena di un polimero.
L'importanza della tatticità è nel suo riflettersi sulle proprietà fisiche e reologiche del polimero, che ne influenzano le possibilità applicative.
Un polimero è detto:
- isotattico - quando tutti gli atomi di carbonio hanno la stessa configurazione relativa, ovvero tutti i sostituenti che sporgono dalla catena principale sono sullo stesso lato;[1]

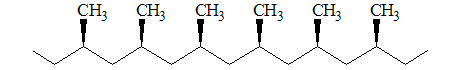
struttura del polipropilene isotattico

- sindiotattico - quando gli atomi di carbonio adiacenti hanno configurazioni opposte alternate, ovvero i sostituenti sporgono dalla catena principale alternativamente in una direzione e nell'altra;[1]

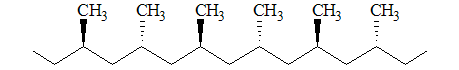
struttura del polipropilene sindiotattico

- atattico - quando le configurazioni degli atomi di carbonio sono distribuite casualmente lungo la catena, ovvero i sostituenti sporgono in una direzione o nell'altra senza regolarità;[1]

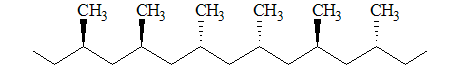
struttura del polipropilene atattico

I polimeri atattici sono generalmente gomme amorfe, dalle scarse possibilità applicative; quelli isotattici e sindiotattici invece, data la maggiore facilità nell'assumere una struttura cristallina o semi-cristallina, sono in genere plastiche rigide ampiamente utilizzate nell'industria.
La scoperta di catalizzatori capaci di orientare la sintesi del polipropilene verso la configurazione isotattica o sindiotattica ha valso ai suoi scopritori - Giulio Natta e Karl Ziegler - il premio Nobel per la chimica nel 1963.

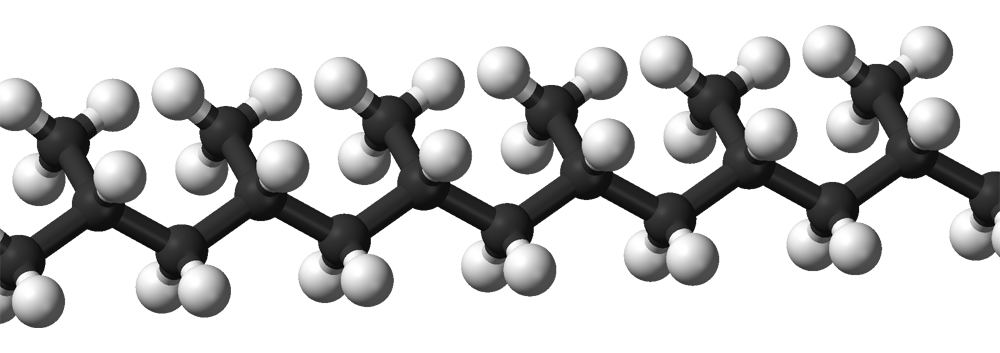
modello tridimensionale di polipropilene isotattico